# Lycaena peninsulae
Lycaena peninsulae är en fjärilsart som beskrevs av Ruggero Verity 1923. Lycaena peninsulae ingår i släktet Lycaena och familjen juvelvingar. Inga underarter finns listade i Catalogue of Life.